# フランス語の人称代名詞
フランス語の人称代名詞では、現代標準フランス語における人称代名詞について記述する。強勢形を除く全てが接語である点が、フランス語の人称代名詞の特徴である。

## 人称代名詞の変化
強勢形を除き、全てが動詞と緊密に結びつく接語である。主格、対格、与格はそれぞれ主語、直接目的補語、間接目的補語の格である。一部の語は、後続の語が母音または無音の h で始まる時、リエゾンまたはエリジオンを起こす。
| 数   | 人称 | 性   | 主格           | 対格          | 与格          | 再帰          | 強勢       |
| ---- | ---- | ---- | -------------- | ------------- | ------------- | ------------- | ---------- |
| 単数 | 1    | -    | je¹² /ʒə/      | me¹ /mə/      | me¹ /mə/      | me¹ /mə/      | moi /mwa/  |
| 単数 | 2    | -    | tu² /ty/       | te¹ /tə/      | te¹ /tə/      | te¹ /tə/      | toi /twa/  |
| 単数 | 3    | 男性 | il /il/        | le¹ /lə/      | lui /lɥi/     | se¹ /sə/      | lui /lɥi/  |
| 単数 | 3    | 女性 | elle /ɛl/      | la¹ /la/      | lui /lɥi/     | se¹ /sə/      | elle /ɛl/  |
| 単数 | 3    | -    | on³ /ɔ̃(n)/     | -             | -             | se¹ /sə/      | soi /swa/  |
| 複数 | 1    | -    | nous³ /nu(z)/  | nous³ /nu(z)/ | nous³ /nu(z)/ | nous³ /nu(z)/ | nous⁴ /nu/ |
| 複数 | 2    | -    | vous³ /vu(z)/  | vous³ /vu(z)/ | vous³ /vu(z)/ | vous³ /vu(z)/ | vous⁴ /vu/ |
| 複数 | 3    | 男性 | ils³ /il(z)/   | les³ /le(z)/  | leur /lœʁ/    | se¹ /sə/      | eux /ø/    |
| 複数 | 3    | 女性 | elles³ /ɛl(z)/ | les³ /le(z)/  | leur /lœʁ/    | se¹ /sə/      | elles /ɛl/ |

1. je, me, te, le, la, se は、後続の語が母音または無音の h で始まるとき、エリジオンを起こしてそれぞれ j' /ʒ/, m' /m/, t' /t/, l' /l/, l' /l/, s' /s/ になる。
  - je: J'ai faim. /ʒe.fɛ̃/ (私は空腹だ。)
  - me: Il m'a ecrit une lettre. /il.ma.e.kʁi.yn.lɛtʁ/ (彼は私に手紙を書きました。)
  - te: Je t'aime. /ʒə.tɛm/ (私は君を愛しています。)
  - le: Tu l'as vu ? /ty.la.vy/ (君は彼を見ましたか。)
  - la: Tu l'as vue ? /ty.la.vy/ (君は彼女を見ましたか。)
  - se: Il s'est acheté une voiture. /il.sɛ.(t)aʃ.te.yn.vwa.tyʁ/ (彼は自分に車を買いました。)
2. 口語では、 je は後続の語に関わらず常に、また tu は後続の語が母音または無音の h で始まるとき、エリジオンを起こしてそれぞれ j' /ʒ/, t' /t/ になる。
  - je: J'vous dis tout. /ʒvu.di.tu/ (私はあなたに全てを話します。 - 口語)
  - tu: T'as un petit ami ? /ta.œ̃.pə.ti.ta.mi/ (君は彼氏がいますか。 - 口語)
3. on, nous, vous, ils, elles, les は、後続の語が母音または無音の h で始まるとき、リエゾンを起こして括弧内の子音が発音される。
4. 聞き手を含まない一人称複数を表すのに nous autres /nu.zotʁ/ を使うことがある[2]。これに対応する二人称複数は vous autres /vu.zotʁ/ であるが、vous は元々話し手を含まず、一人称ではなく三人称と対比される。

## 親称・敬称
二人称複数代名詞は、二人称単数の敬称としても用いられる。したがって二人称単数は親称 tu と敬称 vous の対立があるが、複数では区別無く vous を用いる。親称・敬称は親疎を表すものであり、年齢の上下に関係なく、普通は互いに tu を使うか、互いに vous を使う。大人と子供が話す時は非対称になり、大人が子供に tu を使い、子供が大人に vous を使う。また、上司と部下、教師と学生など、地位的・職権的な上下関係がある場合も非対称になる。二人称単数の敬称として vous を使う場合、動詞の活用は二人称複数に従うが、名詞や形容詞は単数に従う。
- Vous êtes un grand homme. /vu.zɛt.œ̃.gʁɑ̃.tɔm/ (あなたは偉大な人です。)
- Vous êtes de grands hommes. /vu.zɛt.də.gʁɑ̃.zɔm/ (あなた方は偉大な人々です。)

また、敬称の vous に対しては、所有限定詞に votre /vɔtʁ/ を、所有代名詞に le vôtre /lə.votʁ/ を用いる。

## 性
フランス語では全ての名詞に性があり、男性と女性に分けられるので、ドイツ語やロシア語などとは異なり、中性の人称代名詞は無い。人間を指す場合は自動的に性が決まるが、物を指す場合はまず言語化しないと性が割り当てられず、人称代名詞を使うことができない。言語化する前は、指示代名詞の ce および ça を使う。指示対象に男性と女性の両方が含まれている場合は男性複数として扱う。
一人称、二人称の代名詞は性と無関係だが、名詞や形容詞は指示対象の性に一致する。
- Je suis heureux. /ʒə.sɥi.(z)œ.ʁø/ (私は幸せです。 - 話者は男性)
- Je suis heureuse. /ʒə.sɥi.(z)œ.ʁøz/ (私は幸せです。 - 話者は女性)

## 代名詞 on
三人称代名詞 on は、文脈に応じて異なる意味を持つ。動詞の活用は三人称単数に従うが、（主に口語では）名詞や形容詞は指示対象の数および性に一致する。
1. 不特定の人を指し、一般的な事柄を述べる。
On est tous égaux devant la loi. /ɔ̃.nɛ.tu.se.go.də.vɑ̃.la.lwa/ (人は法の前ではみな平等である。)
Au Japon, on mange du riz. /o.ʒa.pɔ̃.ɔ̃.mɑ̃ʒ.dy.ʁi/ (日本では、人々は米を食べる。)
2. 不特定の人を指し、行為者を明示しない。
On me l'a donné. /ɔ̃.mla.dɔ.ne/ (誰かが私にそれをくれた。 = それはもらった物だ。)
3. 口語で、nous の代わりに「私たち」を表す。この時、主格は on、再帰形は se を用いるが、対格、与格、強勢形は nous を用いる。また所有限定詞も一人称複数を用いる。
On a fait nos devoirs. /ɔ̃.na.fɛ.no.də.vwaʁ/ (私たちは宿題をやった。)
Nous, on est japonais. /nu.ɔ̃.nɛ.ʒa.pɔ.nɛ/ (私たちは日本人です。)

文語では、母音の後、特に si, que の後で l'on /lɔ̃/ になる。ただし次の語が /l/ で始まるなら on のままにする。この l' は元々定冠詞だったが、現在では発音の変化に過ぎない。
- On n'est jamais aussi malheureux que l'on croit. /ɔ̃.nɛ.ʒa.mɛ.o.si.ma.lœ.ʁø.kə.lɔ̃.kʁwa/ (人は決して自分が思うほど不幸ではない。)

## 代名詞 y
代名詞 y /i/ は中性代名詞とも呼ばれ、基本的に à + 物を表す。三人称代名詞与格形の lui と leur は、à + 人を表す。
1. 間接目的語の à + 物を表す。
J'ai répondu à votre question. /ʒe.ʁe.pɔ̃.dy.a.vɔ.tʁə.kɛs.tjɔ̃/ (私はあなたの質問に答えました。)
→ J'y ai répondu. /ʒje.ʁe.pɔ̃.dy/ (私はそれに答えました。)
2. 形容詞の補語の à + 物を表す。
Elle est sensible au froid. /ɛ.lɛ.sɑ̃.si.blo.fʁwa/ (彼女は寒さに弱いです。)
→ Elle y est sensible. /ɛ.ljɛ.sɑ̃.sibl/ (彼女はそれに弱いです。)
3. 場所の副詞の à + 場所あるいは類似の dans + 場所などを表す。これは代名詞ではなく代副詞（副詞的代名詞とも）である。英語の there に当たる。
Il va à Paris. /il.va.a.pa.ʁi/ (彼はパリに行きます。)
→ Il y va. /i.li.va/ (彼はそこに行きます。)
4. 成句で用いる。
Il y a une voiture là. /i.lja.yn.vwa.tyʁ.la/ (そこに車があります。)

## 代名詞 en
代名詞 en /ɑ̃/ は中性代名詞とも呼ばれ、基本的に de + 人/物を表す。
1. 動詞が de + 人/物を取る時、それを表す。
Je parle du problème. /ʒə.paʁl.dy.pʁɔ.blɛm/ (私はその問題について話します。)
→ J'en parle. /ʒɑ̃.paʁl/ (私はそれについて話します。)
2. 場所の副詞の de + 場所を表す。これは代名詞ではなく代副詞である。英語の from there に当たる。
Il vient de Paris. /il.vjɛ̃d.pa.ʁi/ (彼はパリから来ました。)
→ Il en vient. /i.lɑ̃.vjɛ̃/ (彼はそこから来ました。)
3. 不特定の名詞を表す。
J'ai bu du jus de pomme. /ʒe.by.dy.ʒyd.pɔm/ (私はリンゴジュースを多少飲みました。)
→ J'en ai bu. /ʒɑ̃.ne.by/ (私はそれを多少飲みました。)
J'ai mangé une pomme. /ʒe.mɑ̃.ʒe.yn.pɔm/ (私はリンゴを一個食べました。)
→ J'en ai mangé une. /ʒɑ̃.ne.mɑ̃.ʒe.yn/ (私はそれを一個食べました。)

## 与格と形容詞
英語と異なり、コピュラ (être) + 形容詞は与格代名詞を持てる。
- Votre participation nous est indispensable. /vɔ.tʁə.paʁ.ti.si.pa.sjɔ̃.nu.zɛ.(t)ɛ̃.dis.pɑ̃.sabl/ (あなたの参加は私たちに不可欠です。)

## 強勢形
接語ではない人称代名詞を強勢形と呼ぶ。強勢形は基本的に人を表す。接語の人称代名詞は必ず動詞と結びつき、また強勢を置くことができないので、以下の場合に強勢形が必要になる。
1. 前置詞の後:
Je l'ai fait pour toi. /ʒə.le.fɛ.puʁ.twa/ (君のためにそれをしました。)
2. 属詞 (être の補語)、強調構文:
C'est moi. /sɛ.mwa/ (私です。)
C'est lui qui y est allé. /sɛ.lɥi.ki.jɛ.(t)a.le/ (そこへ行ったのは彼です。)
3. 話題:
Moi, je suis japonais, mais vous, vous êtes française. /mwa.ʒə.sɥi.ʒa.pɔ.nɛ.mɛ.vu.vu.zɛt.fʁɑ̃.sɛz/ (私は日本の男性ですが、あなたはフランスの女性です。)
4. 三人称の話題化 (文語):
Lui le sait bien. /lɥi.lə.sɛ.bjɛ̃/ (彼はそれを良く知っています。 - 文語)
Lui, il le sait bien. /lɥi.il.lə.sɛ.bjɛ̃/ (〃 - 口語)
5. 主語を et でつなぐ時 (文語):
Lui et moi sommes frères. /lɥi.e.mwa.sɔm.fʁɛʁ/ (彼と私は兄弟です。 - 文語)
Lui et moi, on est frères. /lɥi.e.mwa.ɔ̃.nɛ.fʁɛʁ/ (〃 - 口語)
*Il et je sommes frères. (不可)
6. 接語の内容を示す時:
Je les aime beaucoup, elle et lui. /ʒə.le.zɛm.bo.ku.ɛ.le.lɥi/ (私は彼女と彼のことが大好きです。)
*Je la et l'aime beaucoup. (不可)

## 接語の語順
接語の人称代名詞および否定の ne は、強勢を持たず、動詞または助動詞と結び付いて発音される。その語順は下記のように厳密に定まっている。各枠からは最大 1 個の接語しか使えない。衝突する場合、間接目的語が接語でなくなり、 à + 強勢形で表される。なお以下で目的格とは対格と与格のいずれかとして働く人称代名詞を示す。

### 後接語の語順
後ろの動詞とつなげて発音される接語の語順を示す。枠 3 と枠 5 は共起できない。
| 数   | 人称 | 枠    | 枠   | 枠     | 枠   | 枠   | 枠   | 枠 |
| ---- | ---- | ----- | ---- | ------ | ---- | ---- | ---- | -- |
| 数   | 人称 | 1     | 2    | 3      | 4    | 5    | 7    | 8  |
| 数   | 人称 | 主格  | 否定 | 目的格 | 対格 | 与格 | 所格 | de |
| 単数 | 1    | je    |      | me     |      |      |      |    |
| 単数 | 2    | tu    | te   |        |      |      |      |    |
| 単数 | 3    | il    | se   | le     | lui  | y    | en   |    |
| 単数 | 3    | elle  | se   | la     | lui  | y    | en   |    |
| 単数 | 3    | on    | se   |        |      |      |      |    |
| 複数 | 1    | nous  | nous |        |      |      |      |    |
| 複数 | 2    | vous  | vous |        |      |      |      |    |
| 複数 | 3    | ils   |      | les    | leur |      |      |    |
| 複数 | 3    | elles |      | les    | leur |      |      |    |
|      |      |       | ne   |        |      |      |      |    |

- Je vous la présente. /ʒə.vu.la.pʁe.zɑ̃t/ (私はあなたに彼女を紹介します。 - 枠 3 と 4)
- Je la lui présente. /ʒə.lə.lɥi.pʁe.zɑ̃t/ (私は彼女を彼に紹介します。 - 枠 4 と 5)
- Je me présente à vous. /ʒə.mə.pʁe.zɑ̃.ta.vu/ (私は自分をあなたに紹介します。 - 枠 3 からは 1 個のみ)
- Je vous présente à elle. /ʒə.vu.pʁe.zɑ̃.ta.ɛl/ (私はあなたを彼女に紹介します。 - 枠 3 と枠 5 は共起しない)
- Je vous présente Yvonne. /ʒə.vu.pʁe.zɑ̃t.i.vɔn/ (私はあなたにイヴォンヌを紹介します。 - 枠 3 は間接目的語)
- Je vous présente à Yvonne. /ʒə.vu.pʁe.zɑ̃.ta.i.vɔn/ (私はあなたをイヴォンヌに紹介します。 - 枠 3 は直接目的語)

### 前接語の語順
前の動詞とつなげて発音される接語の語順を示す。枠 5 と枠 6 は共存できない。この語順は、肯定命令文でのみ使われる。
| 4    | 5    | 6      | 7     | 8     |         |          |
| 対格 | 与格 | 目的格 | 所格  | de    |         |          |
| 単数 | 1    |        |       | -moi¹ |         |          |
| 単数 | 2    | -toi¹  |       |       |         |          |
| 単数 | 3    | -le²   | -lui  |       | (-z)-y¹ | (-z)-en¹ |
| 単数 | 3    | -la    | -lui  |       | (-z)-y¹ | (-z)-en¹ |
| 複数 | 1    |        |       | -nous |         |          |
| 複数 | 2    | -vous  |       |       |         |          |
| 複数 | 3    | -les   | -leur |       |         |          |

1. -moi /mwa/ と -toi /twa/ は、後ろに -en /ɑ̃/ または -y /i/ が続く時、それぞれ -m' /m/ と -t' /t/ になる。しかし口語では、-moi と -toi を変えずに -en と -y をそれぞれ -z-en /zɑ̃/ と -z-y /zi/ に変えたり、枠 6 を枠 8 の後に置いたりすることがある。
例: « Tu m'en donnes. » /ty.mɑ̃.dɔn/ に対応する命令文:
Donne-m'en. /dɔn.mɑ̃/ (文語、口語)
Donne-moi-z-en. /dɔn.mwa.zɑ̃/ (口語のみ)
Donnes-en-moi. /dɔn.zɑ̃.mwa/ (口語のみ)
2. 後接語 le の発音は /lə/ だが、前接語 -le の発音は /lø/ である。ただしほとんど違いは無い。